# Jacqueline Henry-Rebours
Jacqueline Henry-Rebours (ou simplement Jacqueline Rebours) est une professeure, militante gallésante et poétesse bretonne d'expression gallèse.

## Biographie

### Enfance et études
Originaire de Plédéliac, Jacqueline Henry-Rebours passe les six premières années de sa vie sur la ferme de ses grands-parents, dans un environnement gallésant, avant de déménager avec ses parents à Paris, où elle a interdiction de parler gallo. Par la suite, elle étudie les lettres classiques à la Sorbonne et devient professeure agrégée.

### Engagement en faveur du gallo
À partir de la seconde moitié des années 1970, de retour dans les Côtes-d'Armor, Jacqueline Henry-Rebours s'investit dans l'association Les Amis du Parler Gallo, créée en 1976 et qui, en plus d'organiser chaque année les Assembllées Galèzes, publie régulièrement la revue Le Lian. Elle y anime la commission enseignement et contribue également à la rédaction et à la diffusion des premiers numéros du Lian. En 1982, elle entre au conseil d'administration des Amis du Parler Gallo, aux côtés notamment de Marie Dequé. La même année, elle participe à la rédaction de l'unique numéro des Cahiers du Laboratoire d'études et de recherches gallèses.
En plus d'enseigner le français et le latin, Jacqueline Henry-Rebours est professeure de gallo, notamment au lycée Henri-Avril de Lamballe, puis à l'université de Rennes 2,. Au début des années 2000, elle constitue une bibliographie et rédige une synthèse sur les caractéristiques linguistiques du gallo pour le site Lettres de Bretagne, de l'Académie de Rennes.
Jacqueline Henry-Debours promeut aussi la langue gallèse en dehors de l'enseignement secondaire et supérieur. Ainsi, le 16 octobre 2010, elle intervient en qualité de linguiste dans le cadre du festival Les écoutilles lors du débat sur la culture, les arts et le tourisme dans le Pays de Saint-Brieuc. La même année, elle donne une conférence à La Poterie, à Lamballe, puis en 2011 dans le cadre de l'Université du temps libre Lamballe-Penthièvre, et en 2018 au Manoir du Lou, à Dolo.

### Poésie
Jacqueline Henry-Rebours fait paraitre Des sicots dans l’tchœur dans Le Lian en 1979, marquant, selon Jean-Yves Bauge et Gilles Morin, à l'origine de l'Anthologie de littérature gallèse contemporaine éditée par la revue en 1982, « le point de départ du renouveau de la poésie gallèse ». Deux autres de ses poèmes sont inclus dans cette anthologie : Le patouas de cez nous et Fâillë parti.
En 1991, Jacqueline Henry-Rebours rédige les textes accompagnant les photographies de Paskal Martin dans son ouvrage Rétro-Sillons : scènes rurales de Haute-Bretagne (Rennes, Rue des Scribes).
En 2002, elle publie Langue bussonière dans la revue Hopala !.
Le 22 janvier 2014, dans le cadre de discussions sur la ratification de la Charte européenne des langues régionales ou minoritaires, un extrait de son poème Le patouas de cez nous est lu par Thierry Benoit, député UDI, à l'Assemblée nationale.

## Œuvre

### Poèmes
- « Des sicots dans l’tchœur », Le Lian, nos 2-3,‎ printemps-été 1979
- « Fâillë parti », Le Lian, nos 4-5,‎ automne-hiver 1979
- « Le patouas de cez nous », Le Lian « Anthologie de la littérature gallèse contemporaine »,‎ février 1982, p. 15 (lire en ligne [PDF])
- (fr + fr-gallo) « Langue bussonière », Hopala !, no 12,‎ novembre 2002 (lire en ligne [html])

### Articles
- « Dossier : Des fêtes et des saisons », Le Lian, nos 2-3,‎ printemps-été 1979, p. 35-42 (lire en ligne [PDF])
- « Le gallo sans peine », Le Lian, no 9,‎ hiver 1980, p. 12-15 (lire en ligne [PDF])